# Nens menjant raïm i meló
Nens menjant raïm i meló és una pintura a l'oli d'estil barroc realitzada pel pintor Bartolomé Esteban Murillo entre 1645 i 1650. Es troba a l'Alte Pinakothek de Múnic on s'exhibeix a la sala XIII amb el nom de Trauben- und Melonenesser i inventariada amb el núm. 605. Una de les tipologies més recurrents a l'obra de Murillo, a part de la pintura religiosa, va ser la de la pintura de gènere realitzada amb realisme i gran naturalisme, aquestes pintures presenten a la seva majoria escenes picaresques amb nens captaires en diverses actituds, com els Nens jugant als daus o el Jove captaire, malgrat la misèria que mostren, el pintor aconsegueix crear una imatge d'humanitat i simpatia.

## Context
Aquest tipus de pintures de gènere conegudes de Murillo es troben quasi totes fora d'Espanya, el que fa pensar que van ser pintades per encàrrec d'alguns dels nombrosos comerciants flamencs establerts a Sevilla amb destinació al mercat nòrdic, com ho va fer Nicolas de Omazur, important col·leccionista i client de Murillo.
El pintor representa la vida de mendicitat i pobresa de Sevilla que encara que era una de les ciutats més importants i amb més comerç de la península, per això mateix era també una de les que rebia més delinqüents, això junt amb la pesta i a causa de la profunda crisi econòmica i social que la monarquia absoluta de la Casa d'Àustria havia portat el país, va contribuir a la misèria i pillatge del poble. Malgrat això, aquesta època va ser anomenada el Segle d'Or, sobrenom especialment utilitzat pel que fa al terreny cultural es refereix. Així en aquesta pintura els nens es troben vestits pobrament amb les camises mig destrossades, però amb una certa alegria en la golafreria amb la qual consumeixen les fruites, segurament procedents d'algun robatori. Aquesta interpretació profana i quotidiana mostra el coneixement de l'autor de l'escola italiana, influït principalment per Caravaggio, potser als petits «Bacos» realitzats per aquest pintor cinquanta anys abans.
El príncep elector Maximilià II Manuel de Baviera en Anvers on era governador dels Països Baixos espanyols, a la fi del segle xvii o a començaments del segle xviii va adquirir aquesta pintura junt amb Nens jugant als daus obra també de Murillo, estant les dues primeres pintures d'aquest autor que van pertànyer a l'Alte Pinakothek.

## Descripció
La pintura presenta com a protagonistes a dos personatges, nens encara, que ocupen un primer pla, tots dos es troben asseguts i menjant fruita, el de la dreta, assegut sobre una fusta està situat en una posició una mica superior que el seu company, té la galta inflada per la quantitat de meló posat dintre de la seva boca, mossegat del tall que sosté a la mà esquerra, mentre amb la dreta té un ganivet i la resta del meló recolzat sobre els seus genolls, el cap el té girat al seu company el qual amb la mà ben alta està menjant raïm directament del carràs, a l'altra mà esquerra sosté un tall de meló, les robes són parracs trencats, els peus descalços i bruts estan a la vora de l'espectador i a la part esquerra del quadre es troba una cistella plena de raïm que forma per si sola una natura morta. Tota l'escena manté una il·luminació de clarobscur, provinent de la part esquerra, pròpia de l'època barroca i de la influència «caravagista» de l'autor, també la composició realitzada amb diagonals és típicament barroca. El colorit mostrat és en tons ocres i verdosos entre el blanc i el negre.